# Mattias De Craene
Mattias De Craene (1989, Gent) is een Belgisch saxofonist & componist. Hij is lid is van Nordmann en MDCIII. De drie van MDC(III) verwijst naar de drie leden.
Sinds 2020 begon De Craene zich meer toe te leggen op solowerk. Hij producet zijn eigen muziek, naar concept vertrekken de klanken vanuit de sax, die filmische sferen oproepen. De basis voor zijn muziek bouwt hij met herhalingen en effecten; de hoofdrol is andermaal weggelegd voor de lange, etherische melodieën van zijn saxofoon. Het resultaat is een vrij en intoxicerende geheel dat gelijkenissen heeft met het werk van Nils Frahm en Colin Stetson.
Zijn solodebuut gaf hij uit in de vorm van een titelloze EP waarna hij in 2021 zijn eerste dubbel full album "Patterns For (A) Film" uitbracht. Naast zijn muzikale carrière is hij ook regisseur. In 2017 regisseerde hij gezamenlijk met Bieke Depoorter de film: Dvalemodus. Mattias De Craene is een neef van Wim De Craene. Mattias heeft onder andere "Harry" door Wim de Craene gecoverd met z'n band MDCIII.
Mattias De Craene leent zijn instrumentale stem af en toe uit aan andere muzikanten als Sylvie Kreusch, Tim Vanhaemel, Dijf Sanders en vele anderen.
In 2022 werd hij genomineerd in de categorie "Muzikant" voor de MIA's
In 2024 kwam zijn soloalbum 'A House Where I Dream' uit. Uitgegeven door  VIERNULVIER Records en het hoesontwerp werd ontworpen door kunstenaar Sam Timmerman.

## Solowerk
- Patterns For (A) Film
- EP - Mattias De Craene
- Album - A House Where I Dream